# Chloraea magellanica
Chloraea magellanica är en orkidéart som beskrevs av Joseph Dalton Hooker. Chloraea magellanica ingår i släktet Chloraea och familjen orkidéer. Inga underarter finns listade i Catalogue of Life.

## Bildgalleri

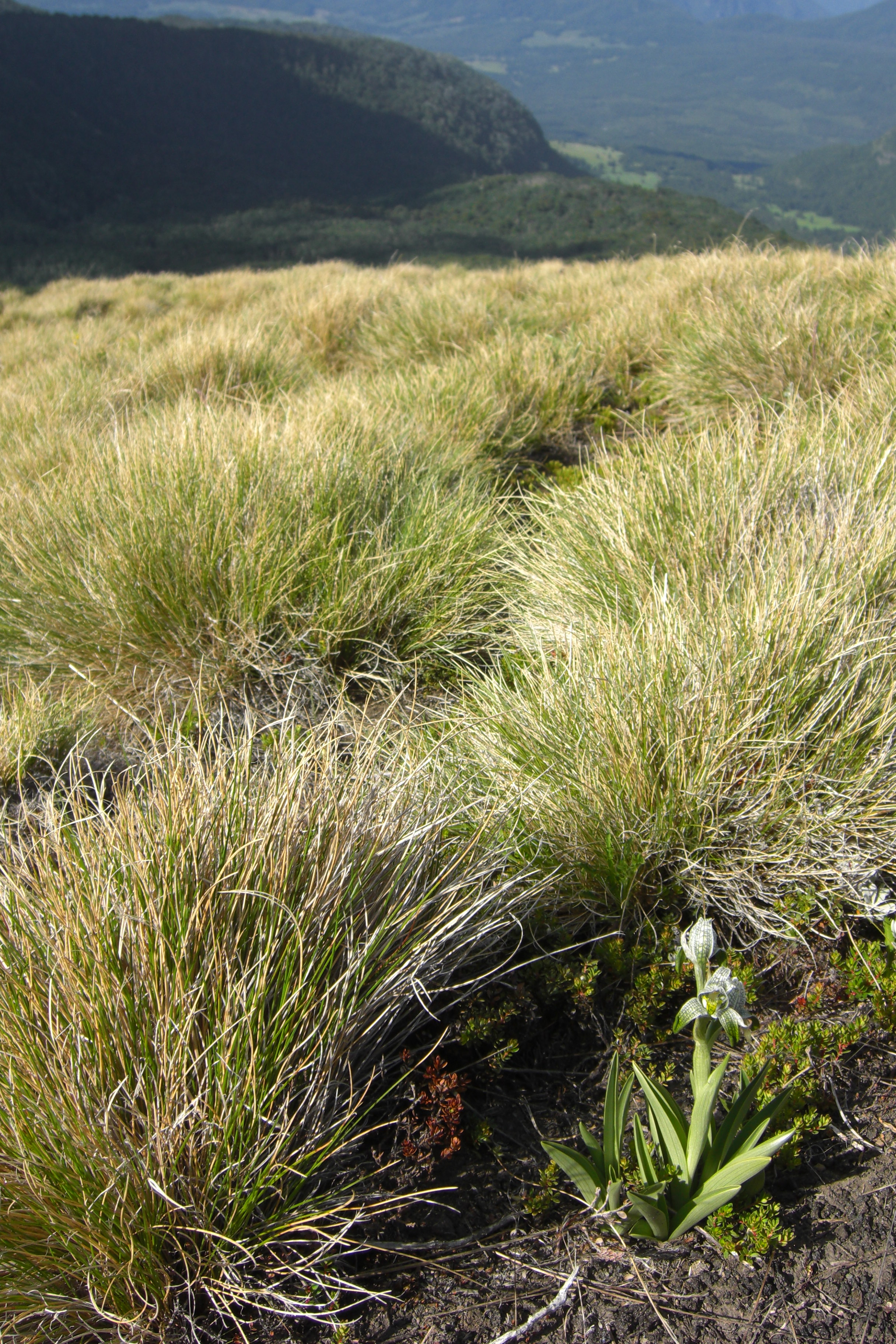
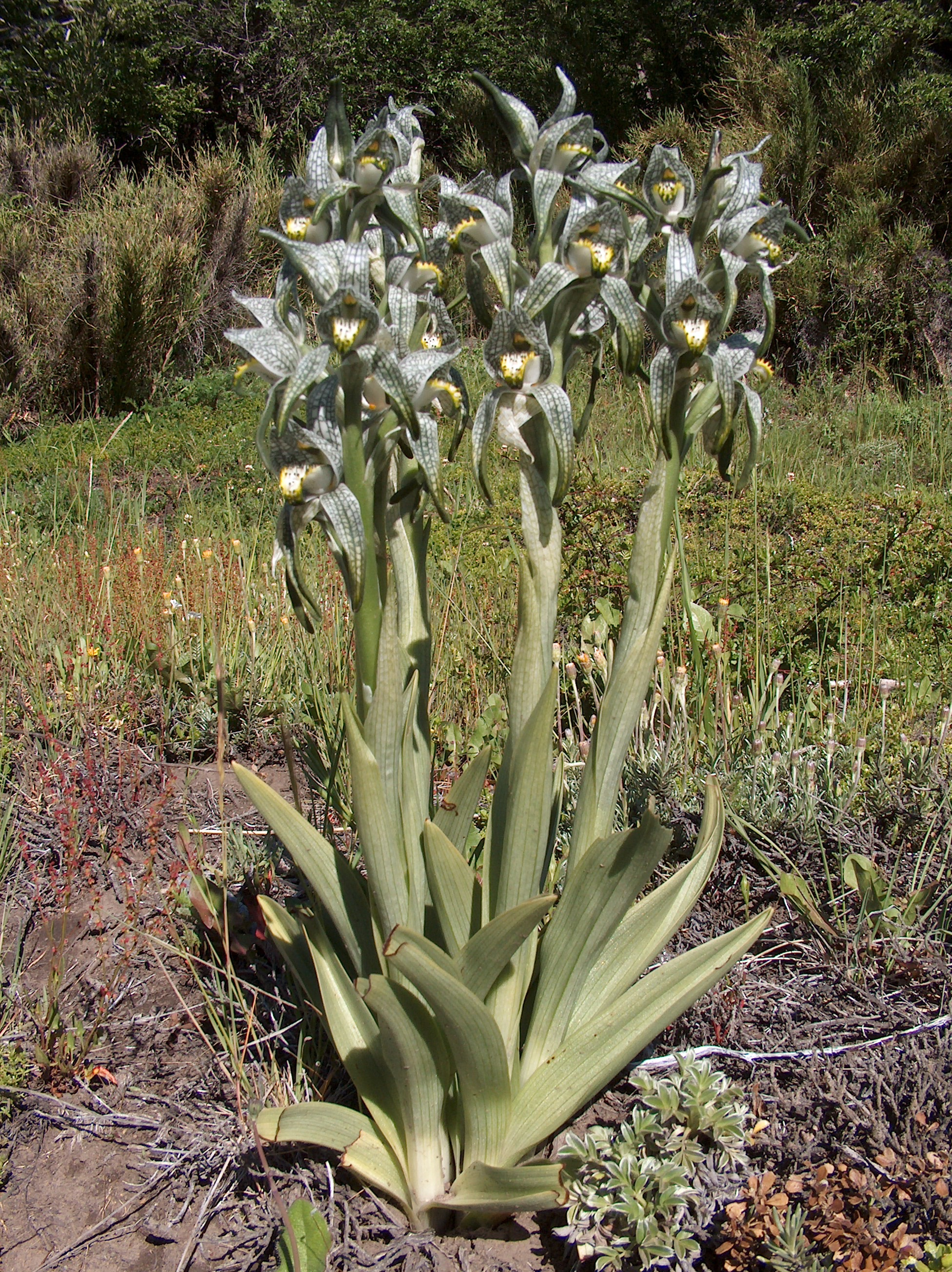
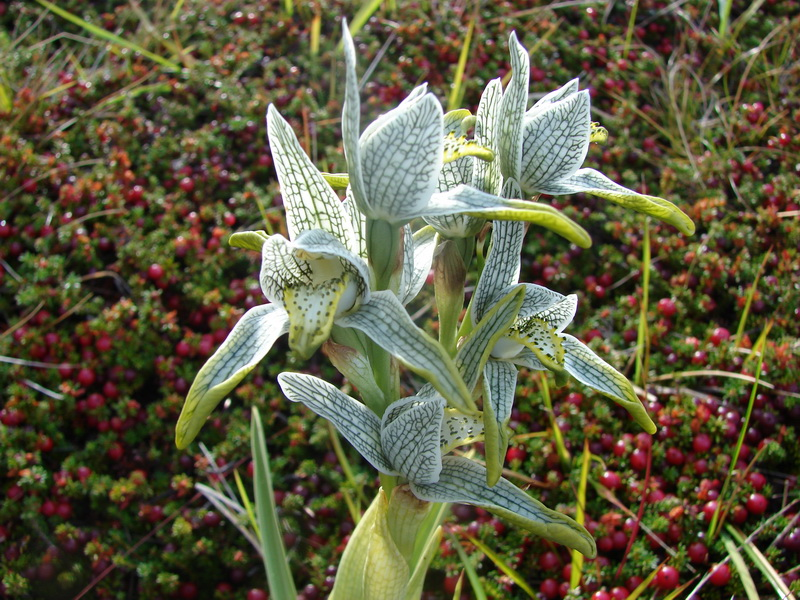
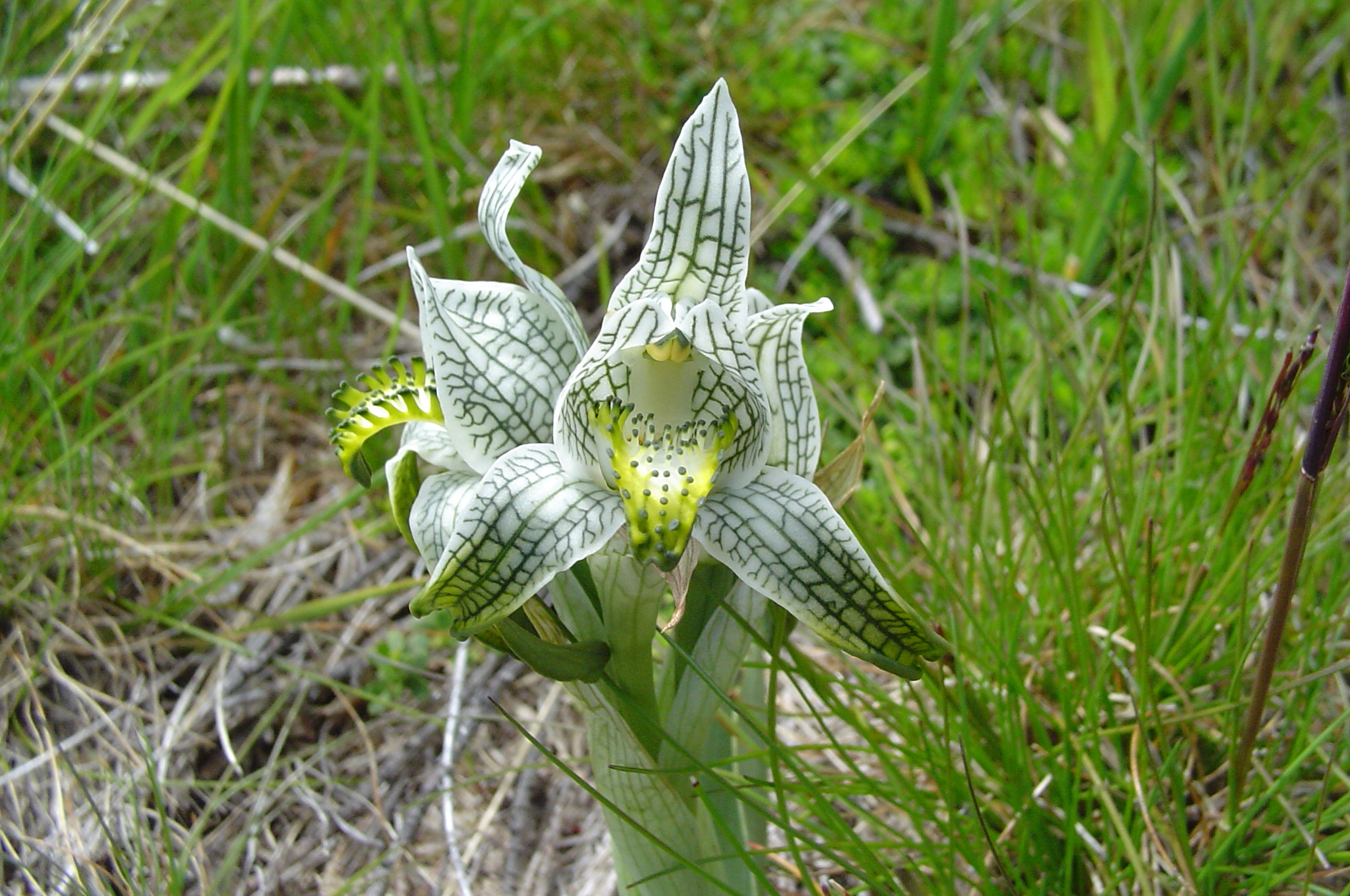
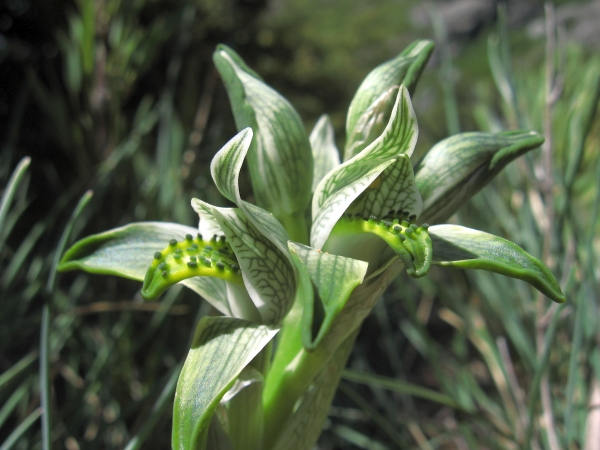
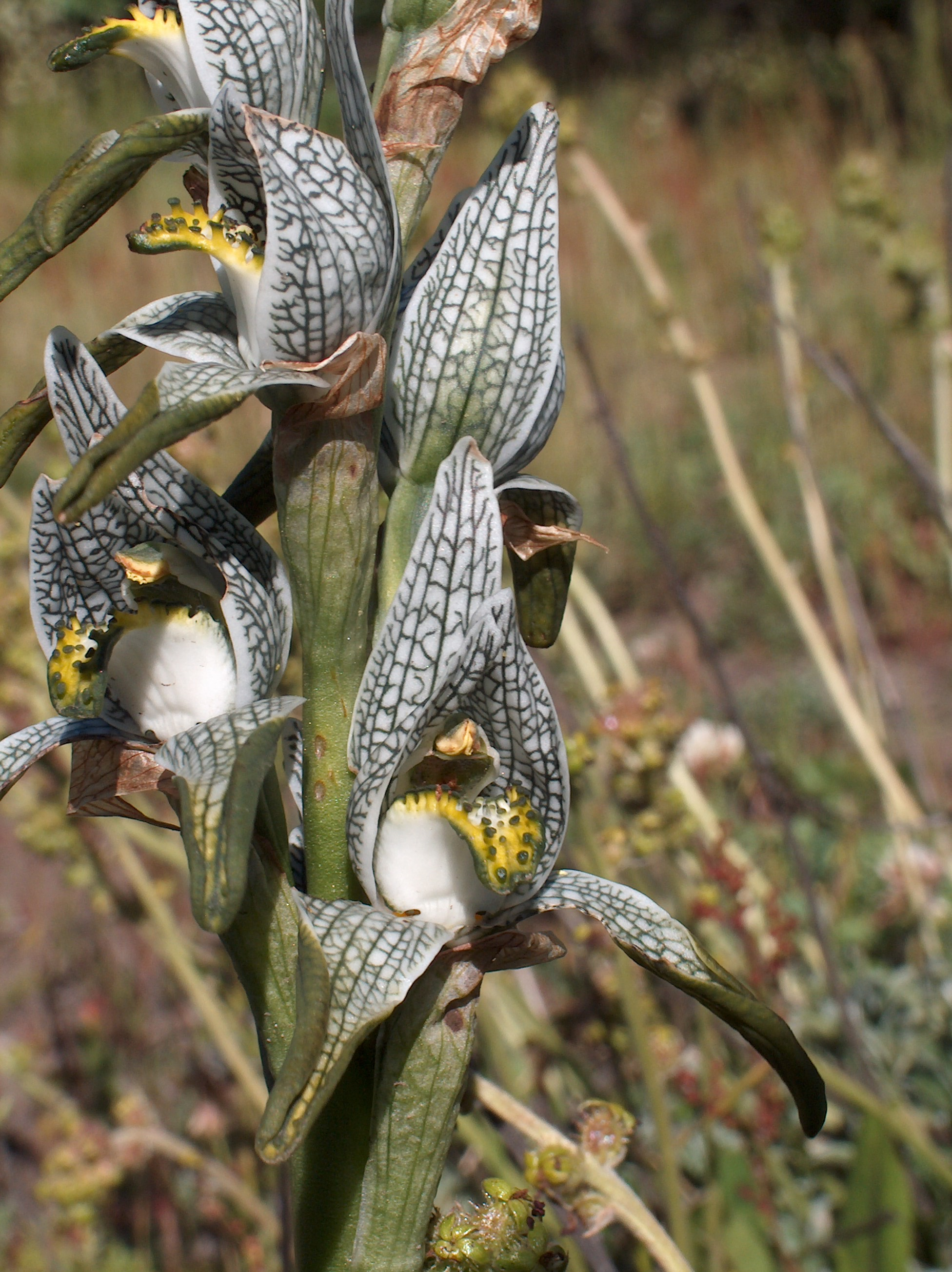